# دانیلو ناپولیتانو
دانیلو ناپولیتانو (ایتالیایی: Danilo Napolitano؛ زادهٔ ۳۱ ژانویهٔ ۱۹۸۱) دوچرخه‌سوار اهل ایتالیا است.
از باشگاه‌هایی که در آن رکاب زده‌است می‌توان به تیم یوای‌ئی امارات، تیم کاتیوشا–آلپتسین، آکوا و ساپونه، و وانتی–گروپ گوبر اشاره کرد.